# Rosa (cràter)
|  | No s'ha de confondre amb Rosse (cràter). |

Rosa és un petit cràter d'impacte situat a la cara visible de la Lluna, a l'est del cràter Brayley i al sud d'Euler. Els seus veïns més propers són els cràters Ango al nord i Akis al sud-est. Al nord-oest del cràter es troba els Mons Vinogradov; al nord la Rima Euler; i en l'oest la Rima Wan-Yu i la Catena Pierre.
|  |

El cràter té forma circular, amb una vora d'uns 127 metres d'altura sobre el terreny circumdant.
La seva designació fa referència a un nom originalment no oficial aparegut a la pàgina 39C2/S1 de la sèrie de plànols del Lunar Topophotomap de la NASA. Va ser adoptada per la UAI el 1976.